# 加迪夫皇后街站

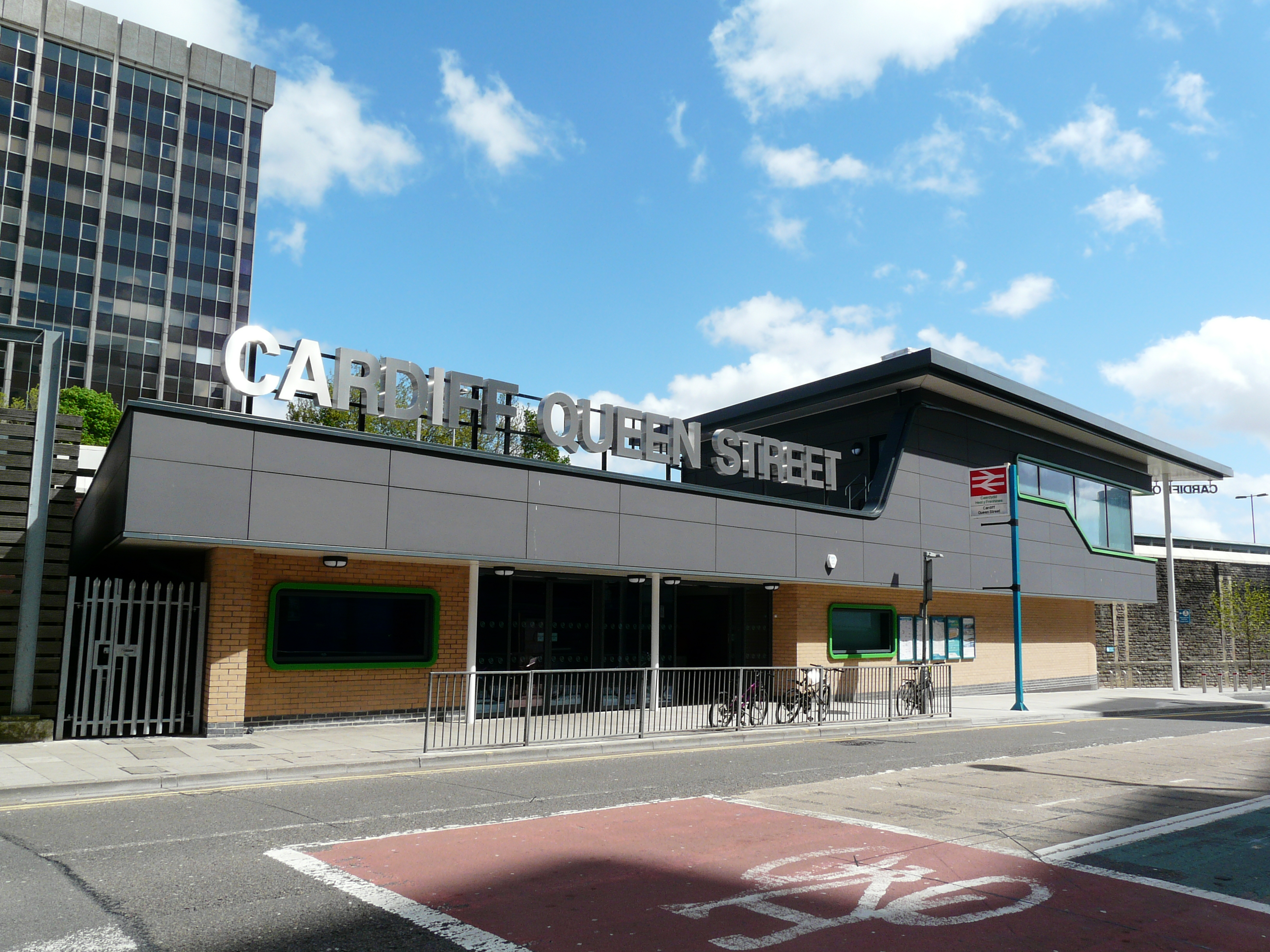
2015年重建後的車站

卡迪夫皇后街站，也译为卡迪夫女王街站、卡迪夫奎恩街站（英語：Cardiff Queen Street railway station）是位於英國威爾斯卡迪夫的一座铁路車站，也是威爾斯僅次於加迪夫中央站的第二繁忙的車站。卡迪夫皇后街站和卡迪夫中心站並為卡迪夫市中心的兩大車站。皇后街站修建於1840年。